# Eriogonum eremicola
Eriogonum eremicola är en slideväxtart som beskrevs av Howell & Reveal. Eriogonum eremicola ingår i släktet Eriogonum och familjen slideväxter. Inga underarter finns listade i Catalogue of Life.